# Plotár Gyula
Plotár Gyula (Kurityán, 1961. május 14. – ) válogatott labdarúgó, csatár.

## Pályafutása
Eredeti végzettsége géplakatos, de szakmáját sosem gyakorolta.

### A válogatottban
1987-ben1 alkalommal szerepelt a válogatottban. Hétszeres olimpiai válogatott (1987–88, 5 gól), 10-szeres utánpótlás válogatott (1983–87, 4 gól), ötszörös egyéb válogatott (1985–88).

### Később
Miután visszavonult, iskolai gondnokként helyezkedett el Tatabányán.

## Sikerei, díjai
- Magyar bajnokság
  - 2.: 1987–88
  - 3.: 1986–87
- Magyar kupa (MNK)
  - döntős: 1985

## Statisztika

### Mérkőzése a válogatottban
| Magyarország | Magyarország     | Magyarország           | Magyarország | Magyarország | Magyarország | Magyarország | Magyarország | Magyarország |
| #            | Dátum            | Helyszín               | Hazai        | Eredmény     | Vendég       | Kiírás       | Gólok        | Esemény      |
| ------------ | ---------------- | ---------------------- | ------------ | ------------ | ------------ | ------------ | ------------ | ------------ |
| 1.           | 1987. július 28. | Lipcse, Zentralstadion | NDK          | 0 – 0        | Magyarország | barátságos   | -            | 46'          |
|              | Összesen         |                        |              | 1            | mérkőzés     |              | 0            | gól          |